# Ancistrocarya
Ancistrocarya (лат.) — монотипный род двудольных растений семейства Бурачниковые (Boraginaceae), включающий вид Ancistrocarya japonica Maxim.. Выделен российским ботаником Карлом Ивановичем Максимовичем в 1872 году.

## Распространение, описание
Единственный вид является эндемиком Японии, распространённый на островах Хонсю, Сикоку и Кюсю.
Многолетние растения с прямым стеблем высотой 50—80 см. Листья узкоовальные, сгруппированы к середине стебля. Цветки пятилепестковые, колокольчатой формы, сине-фиолетового или белого цвета, собраны в кистевидное соцветие. Цветут в мае—июне.

## Замечания по охране
В префектуре Окаяма единственный вид Ancistrocarya japonica считается находящимся под угрозой к исчезновению. Опасения вызваны влиянием антропогенных факторов, в частности, обезлесения.